# Тверской троллейбус
Тверской троллейбус — закрытая троллейбусная система города Тверь, работавшая с 5 мая 1967 года по 13 апреля 2020 года.

## История
Первая троллейбусная линия связала площадь Гагарина и посёлок Химинститута. В 1982 году длина троллейбусных линий составляла 83,2 км. В 1992 году по 10 маршрутам курсировали около 100 машин, в сутки перевозили 135 тысяч пассажиров. С 2007 года парк подвижного состава активно обновлялся. Но наблюдалась тенденция по сокращению ежедневно выпускаемого подвижного состава. Так, например, в 2014 году на линию выходило 59 машин, с лета 2015 выпуск уже составлял 55 машин, на июнь 2016 года в городе работало только 50 троллейбусов. Осенью 2016 года, ежедневный выпуск на линии сокращен до 45 машин, а с 26 августа 2017 года выпуск увеличен до 48 машин, что не является характерным в общем ключе развития троллейбусного хозяйства Твери в указанный период.
После признания МУП «ГЭТ» банкротом, в октябре 2015 года управление тверским троллейбусом осуществляет муниципальное унитарное пассажирское автотранспортное предприятие № 1 города Твери (ныне ООО «ПАТП-1»).
В последние годы, наряду с сокращением выпуска подвижного состава, намечалась тенденция и по сокращению маршрутной сети — 5 января 2017 года был ликвидирован троллейбусный маршрут № 1 и заменен на автобусы большой вместимости под нумерацией 41. Также, в июле 2018 года было прекращено движение последнего маршрута № 5 на отрезке троллейбусной сети от площади Гагарина до посёлка Химинститута. Единственный маршрут, курсировавший по этому участку на данный период, был заменён автобусами средней вместимости.
После закрытия системы в 2020 году в связи с проведением новой транспортной реформы в Твери, стартовавшей 3 августа 2020 года, последний из действовавших троллейбусных маршрутов (№ 2) был заменён аналогичным, на котором отныне осуществляют работу дизельные автобусы большой вместимости, одновременно с перенумерацией маршрута (№ 42). Аналогичным образом дизельными автобусами средней вместимости были заменены ранее и другие выведенные из эксплуатации маршруты. Маршрут троллейбуса № 3 стал маршрутом 43, № 4 стал № 44, № 5, бывший на момент проведения транспортной реформы в автобусном исполнении, стал № 45. Часть подвижного состава троллейбусного парка утилизирована на металлолом, а часть — передана в другие города с действующими троллейбусными системами. Контактная сеть полностью снята в ночь с 29 на 30 октября 2021 года.
В период с ноября 2020 года по ноябрь 2021 года территория парка эксплуатировалась как основная база дежурных автобусов, осуществляющих заказные перевозки по обслуживанию промышленных предприятий города. Подвижной состав использовался старый, некогда курсировавший по городу до 3 февраля 2020 года, т.е. до запуска новой транспортной модели. Впоследствии оборудование и оставшаяся техника вывезены с территории парка и начат демонтаж основных строений под строительство нового мультимедийного кластера «Россия — моя история», работы по строительству которого были завершены в 2022 году.
27 декабря 2022 года на территорию кластера из Волгограда был привезен троллейбус ЗиУ-682В 1990 г.в., который установлен на территории бывшего троллейбусного депо в качестве памятника.
Также в Твери сохранены троллейбусы КТГ (2 машины), БТЗ-5276-04, Тролза-5275 «Оптима», находящиеся на территории бывшего трамвайного депо № 2

## Маршруты

### Хронология
- 5 мая 1967 года — открытие троллейбусного движения в Калинине, первая линия площадь Гагарина — Химинститут, маршрут № 1. В конце того же года линия продлена по улице Вагжанова, Советской улице и улице Правды до Театральной площади.
- 1968 год — открыт участок от Театральной до Комсомольская площадь, проходящий по проспекту Калинина и улице Бебеля.
- 1971 год — открыто движение от Московской площади по Советскому переулку и Волоколамскому проспекту до железнодорожного вокзала и образован маршрут № 3.
- 1972 год — открыта троллейбусная линия по проспекту Победы в микрорайон «Чайка», маршрут № 4.
- 1973 год — открыта линия от Комсомольской площади до микрорайона Первомайский. Маршруты № 2 и № 3 троллейбуса, имевшие ранее окончание на Комсомольской площади, стали следовать до улицы Строителей, центра этого поселка.
- 1974 год — построена новая троллейбусная линия в микрорайон «Южный» до улицы Можайского.
- 1975 год — открыто движение по Новому Волжскому мосту, Первомайской набережной до Ленинградской заставы.
- 6 ноября 1977 года — по новому кольцу в микрорайоне «Южный» начинается регулярное движение.
- Сентябрь 1985 года — на троллейбусной линии по берегу Лазури проводился V Всероссийский конкурс молодых водителей троллейбусов.
- 6 ноября 1986 года — открыт маршрут № 10 «улица Левитана — Железнодорожный вокзал». В середине 1980-х годов в Северо-Западной промзоне было начато строительство троллейбусного депо № 2 на 100 машиномест по адресу: ул. Паши Савельевой, д. 45, стр. 3. Депо было построено, но в эксплуатацию не вводилось; в 2000-е годы приобретено ОАО «Тверской лакокрасочный завод».
- 11 ноября 2004 года:
  - Закрыт маршрут № 5 «Ж/д вокзал — Химинститут».
  - Закрыт маршрут № 6 «Цирк — завод Центросвар».
- Февраль 2005 года — закрыт троллейбусный маршрут № 12 «Кинотеатр „Россия“ — завод Стеклопластик».
- 9 ноября 2005 года — маршрут № 7 «Цирк — микрорайон Южный» продлён до завода Стеклопластик.
- 8 июня 2008 года:
  - Открыт новый маршрут № 5: «Химинститут — Кинотеатр „Россия“».
  - Маршруты № 1 и № 7 продлены до завода Центросвар.
- 22 декабря 2008 года — открыт маршрут № 6 «Кинотеатр „Россия“ — Театральная площадь — завод Центросвар» (проработал около полугода).
- 6 ноября 2015 года — остановка «Кинотеатр „Россия“» переименована в «Бульвар профсоюзов».
- 26 декабря 2015 года — утверждена новая транспортная сеть, которая заработает 5 января 2016 года.
- 10 июля 2017 года — полное прекращение троллейбусного движения на участке «площадь Гагарина» — «Химинститут»; вместо троллейбусов на маршрут № 5 будут выпущены три автобуса, а сам маршрут будет продлён до ул. Зелёная[11]; при этом, из и до самого Химинститута будет совершаться только четыре рейса в сутки, а остальные будут совершаться в укороченном варианте до площади Гагарина.
- 18 февраля 2020 года — отключение проводов от электричества в микрорайоне Южный, троллейбусы разворачиваются на кольце Октябрьского проспекта.[12]
- Февраль 2020 года — происходят периодические отключения сети от электроэнергии, а также обрывы проводов.[13][14]
- 13 апреля 2020 года — Последний день работы троллейбуса в Твери. Закрыл движение троллейбуса в городе борт № 28 Тролза-5275.05 «Оптима».
- 20 мая 2021 года — начат демонтаж ремонтных боксов на территории троллейбусного депо с целью расчистки площадки под строительство мультимедийного центра «Россия — моя история»[15]

### Маршруты
- № 1. «Химинститут — завод Центросвар» — закрыт 05.01.2016, заменён автобусом № 41.
  - Выпуск ТС на линию: 2012 год — будни — 8, выходные — 6; 2015 год — будни — 7, выходные — 4.
- № 2. «Бульвар профсоюзов — Ж/д вокзал» — закрыт 13.04.2020, заменён автобусом № 42.
  - Выпуск ТС на линию: 2012 год — будни — 15, выходные — 14; 2015 год — будни — 16, выходные — 15; 2016 год — будни — 17, выходные — 15; 2017 год — будни — 14, выходные — 12; 2018 год — будни — 14, выходные — 12; 2019 год — будни — 14, выходные — 11; 2020 год — будни — 7, выходные — 7.
- № 3. «улица Левитана — завод Центросвар» — закрыт 28.03.2020, заменён автобусом № 43 (17.02.2020 укорочен до остановки улица Можайского, 03.03.2020 укорочен до остановки завод «Стеклопластик»).
  - Выпуск ТС на линию: 2012 год — будни — 19, выходные — 16; 2015 год — будни — 19, выходные — 15; 2016 год — будни — 6, выходные — 6 (до 1-й городской больницы); 2017 год — будни — 14, выходные — 10; 2018 год — будни — 14, выходные — 12; 2019 год — будни — 15, выходные — 12.
- № 4. «Бульвар профсоюзов — микрорайон Чайка» — изменён 05.01.2016.
  - Выпуск ТС на линию: 2012 год — будни — 8, выходные — 6; 2015 год — будни — 7, выходные — 6; 2016 год — будни — 4, выходные — 4.
- № 4. «завод Центросвар — микрорайон Чайка» — закрыт 02.09.2019, заменён автобусом № 44.
  - Выпуск ТС на линию: 2017 год — будни — 6, выходные — 3; 2018 год — будни — 4, выходные — 1; 2019 год — будни — 1.
- № 5. «Химинститут — Бульвар профсоюзов» — закрыт 10.07.2017, заменён автобусом № 5, далее № 45.
  - Выпуск ТС на линию: 2012 год — будни — 8, выходные — 5; 2015 год — будни — 8, выходные — 5; 2016 год — будни — 5; 2017 год — будни — 1.
- № 6. «Бульвар профсоюзов — завод Центросвар» — закрыт к лету 2009.
- № 7. «Бульвар профсоюзов — микрорайон Южный» — закрыт 18.03.2020, заменён автобусом № 21 (17.02.2020 укорочен до остановки улица Можайского).
  - Выпуск ТС на линию: 2016 год — будни — 14, выходные — 10; 2017 год — будни — 14, выходные — 10; 2018 год — будни — 16, выходные — 10; 2019 год — будни — 15, выходные — 12; 2020 год — будни — 7, выходные — 7.
- № 8. «Тверская площадь — улица Можайского» — закрыт в 1990-х.
- № 9. «набережная р. Лазури — улица Левитана» — закрыт в 2000-х.
- № 9. «улица Левитана — Химинститут» (временный) — работал с 29.07.2016 по 12.08.2016 в связи с ремонтом теплотрассы на Новоторжской улице.
  - Выпуск ТС на линию: 2016 год — будни — 6, выходные — 3.
- № 10. «Ж/д вокзал — улица Левитана» — закрыт в 2001 году.
- № 11. «Тверская площадь — Бульвар профсоюзов» — закрыт весной 2000 года.
- № 12. «Бульвар профсоюзов — завод Стеклопластик» — закрыт в феврале 2005 года.

## Подвижной состав
- 1984 год — прибытие 16 троллейбусов модели ЗиУ-682В (борт: 28, 29, 30, 31, 32, 33, 34, 35, 36, 37, 38, 39, 40, 41, 42, 43, 44).
- 1985 год — прибытие 22 троллейбусов модели ЗиУ-682В (борт: 46, 47, 48, 49, 50, 51, 52, 53, 54, 57, 58, 59, 60, 62, 64, 65, 67, 68, 69, 70, 71, 72).
- 1986 год — прибытие 10 троллейбусов модели ЗиУ-682В [В00] (борт: 74, 75, 76, 77, 78, 79, 80, 81, 82, 83).
- 1988 год — прибытие 15 троллейбусов модели ЗиУ-682В [В00] (борт: 66, 84, 85, 86, 87, 88, 89, 90, 91, 92, 93, 94, 95, 96, 97).
- 1989 год — прибытие 5 троллейбусов модели ЗиУ-682В-012 [В0А] (борт: 98, 99, 100, 101, 102).
- 1990 год — прибытие 25 троллейбусов
  - Февраль 1990 года — прибытие 13 троллейбусов модели:
    - ЗиУ-682В (борт: 103, 104, 105, 106, 107, 108, 109, 110, 111, 112).
    - (б/у — Москва) ЗиУ-682Г10 (борт: 133, 144, 161).

  - Май 1990 года — прибытие 4 троллейбусов модели:
    - ЗиУ-682В (борт: 114, 115, 116).
    - ЗиУ-682ГН (борт: 113).

  - Июнь 1990 года — прибытие 8 троллейбусов модели ЗиУ-682ГН (борт: 9, 117, 118, 119, 120, 121, 122, 123).
- 1991 год — прибытие 10 троллейбусов
  - Март 1991 года — прибытие 5 троллейбусов модели ЗиУ-682Г [Г00] (борт: 124, 125, 126, 127, 128).
  - Декабрь 1991 года — прибытие 5 троллейбусов модели:
    - ЗиУ-682Г [Г00] (борт: 2, 3, 55, 129).
    - ЗиУ-682ГН (борт: 1).
- 1992 год — прибытие 30 троллейбусов
  - (б/у — Москва) Январь 1992 года — прибытие 4 троллейбусов модели СВАРЗ-Икарус (борт: 23, 130, 280, (1602)).
  - Ноябрь 1992 года — прибытие 26 троллейбусов модели:
    - ЗиУ-682Г10 (борт: 11, 56, 61, 63, 73, 131, 132, 133, 134, 135, 136, 137, 138, 139, 140, 141, 142, 143, 144, 145).
    - ЗиУ-683Б [Б00] (4, 5, 6, 7, 8, 10).
- Март 1993 года — прибытие 1 троллейбуса модели ЗиУ-620501 (борт: 12).
- 1994 год — прибытие 5 троллейбусов модели ЗиУ-620501 (борт: 13, 14, 15, 16, 17).
- 1995 год — прибытие 3 троллейбусов модели:
  - ЗиУ-620501 (борт: 18).
  - (б/у — Вологда) ЗиУ-682В (борт: 19, 20).
- Апрель 1996 года — прибытие 6 троллейбусов модели:
  - (б/у — Москва) ЗиУ-682В (борт: 21, 22).
  - (б/у — Вологда) ЗиУ-682В (борт: 24, 25, 26).
  - (б/у — Вологда) ЗиУ-682В [В00] (борт: 27).
- 1997 год — прибытие 2 троллейбусов
  - Март 1997 года — прибытие 1 троллейбуса модели АКСМ-101ПС (борт: 70).
  - Сентябрь 1997 года — прибытие 1 троллейбуса модели АКСМ-101ПС (борт: 69).
- Январь 1999 года — прибытие 2 троллейбусов модели:
  - ЗиУ-682Г-012 [Г0А] (борт: 80, 83).
- 2001 год — прибытие 7 троллейбусов модели:
  - (б/у — Москва) ЗиУ-683Б [Б00] (борт: 28 (8609)).
  - ВМЗ-170 (борт: 21, 22, 75, 94, 96, 121).
- Август 2002 года — прибытие 10 троллейбусов модели ВЗТМ-5284 (борт: 29, 30, 31, 32, 33, 34, 35, 36, 37, 41 (38)).
- Август 2003 года — прибытие 4 троллейбусов модели ВЗТМ-5284 (борт: 38 (41), 39, 40, 42).
- Декабрь 2004 года — БТЗ-5276-04 (3 кузовных комплекты под КВР ЗиУ-9; борт: 73 (55), 124, 125).
- Февраль 2005 года — прибытие 3 троллейбусов модели БТЗ-5276-04 (борт: 55 (73), 126, 128).
- 24 апреля 2007 года — прибытие 10 троллейбусов модели ТролЗа-5275.05 «Оптима» (цвет: белый; борт: 49, 50, 51, 52, 53, 54, 57, 58, 59, 60).
- 6 ноября 2008 года — прибытие 7 троллейбусов модели ТролЗа-5275.05 «Оптима» (цвет: оранжевый; борт: 43, 44, 45, 46, 47, 48, 62).
- 8 мая 2009 года — прибыл на испытания 1 троллейбус модели АКСМ-32102 (борт: 9).
- 17 июня 2009 года — прибытие 9 троллейбусов модели ТролЗа-5275.05 «Оптима» (цвет: бирюзовый; борт: 17, 23, 28, 56, 61, 63, 64, 65, 66).
- 9 сентября 2009 года — отправление 1 троллейбуса модели АКСМ-32102 на завод (борт: 9).
- Декабрь 2009 года — прибытие 9 троллейбусов модели ЛиАЗ-5280 (борт: 2, 4, 14, 67, 68, 71, 72, 74, 76).
- 25 октября 2010 года — прибытие 4 троллейбусов модели АКСМ-32102 (машина, поступившая в мае 2009 года и отправленная на завод осенью 2010 года, прибыла в Тверь повторно; борт: 9, 19, 27, 78).
- 15 ноября и 18 ноября 2011 года — прибытие 2 троллейбусов Тролза-5275.03 «Оптима» (цена одной машины — 6,2 млн р.[16]; борт: 81, 82).
- Ноябрь 2012 года — прибыли 6 троллейбусов модели Тролза-5265 «Мегаполис» (борт: 83, 84, 85, 86, 87, 88).
- Август 2014 года — прибытие 2 троллейбусов модели Тролза-5275.03 «Оптима» (борт: 79, 89).
- Декабрь 2015 года — прибытие 2 троллейбусов модели Тролза-5275.03 «Оптима» (борт: 90, 91).
- 19 ноября 2017 года — прибытие 1 троллейбуса модели Тролза-5265 «Мегаполис» (борт: 663).
- 11 декабря 2017 года — отправление 1 троллейбуса модели Тролза-5265 «Мегаполис» (борт: 663)

#### Троллейбусы, проданные в другие города
- в Новосибирск: 17 (2323); 23 (2321); 43 (2324); 45 (3334); 48 (2325); 49 (2322); 50 (1312); 52 (2326); 53 (4121); 59 (3335); 61 (1311); 62 (4120); 81 (3336); 82 (1313).
- в Ярославль: 79 (14); 83 (41); 84 (15); 85 (47); 86 (18); 87 (45); 88 (24); 89 (39); 90 (52); 91 (60).

Остальные троллейбусы списаны и утилизированы.